# Jirlău
Jirlău is een Roemeense gemeente in het district Brăila.
Jirlău telt 3337 inwoners.